# 大陵增十
仙女座66，又名BD+49 666，HD 15138、SAO 23353、HR 709，是仙女座的一颗恒星，视星等为6.12，位于銀經138.18，銀緯-9.42，其B1900.0坐标为赤經2h 21m 9s，赤緯+50° -9.42′ 22″。